# Choketawee Promrut
Choketawee Promrut (nacido en Phang Nga, 16 de marzo de 1975) es un exjugador de fútbol profesional y actual entrenador de fútbol tailandés, que jugaba en la demarcación de defensa.

## Biografía
Choketawee debutó en 1995 a los 20 años en el Thai Farmers Bank FC. Además también jugó para Gombak United FC, Tanjong Pagar United FC, Bangkok Christian College FC, Tampines Rovers FC, Hoang Anh Gia Lai FC, Johor FC, Buriram United Football Club, Samut Prakan Customs United FC y en el Nonthaburi FC. Además también fue convocado por la selección de fútbol de Tailandia desde 1997 hasta 2005, jugando un total de 72 partidos y marcando 4 goles. Tras retirarse como jugador de fútbol se dedicó a entrenador de fútbol en 2013 entrenando al BEC Tero Sasana FC en calidad de interino.

## Goles internacionales
| #  | Fecha                | Lugar                       | Oponente   | Marcador | Resultado | Competición                      |
| -- | -------------------- | --------------------------- | ---------- | -------- | --------- | -------------------------------- |
| 1. | 6 de octubre de 1997 | Yakarta, Indonesia          | Birmania   | 2-1      | Victoria  | Juegos del Sudeste Asiático 1997 |
| 2. | 26 de marzo de 1998  | Bangkok, Tailandia          | Kazajistán | 1-0      | Victoria  | Amistoso                         |
| 3. | 30 de julio de 1999  | Bandar Seri Begawan, Brunéi | Filipinas  | 9-0      | Victoria  | Juegos del Sudeste Asiático 1999 |
| 4. | 1 de agosto de 1999  | Bandar Seri Begawan, Brunéi | Laos       | 4-1      | Victoria  | Juegos del Sudeste Asiático 1999 |

## Clubes

### Como jugador
| Club                           | País      | Año         |
| ------------------------------ | --------- | ----------- |
| Thai Farmers Bank FC           | Tailandia | 1995 - 2001 |
| Gombak United FC               | Singapur  | 2001 - 2002 |
| Tanjong Pagar United FC        | Singapur  | 2002 - 2003 |
| Bangkok Christian College FC   | Tailandia | 2003 - 2004 |
| Tampines Rovers FC             | Singapur  | 2004 - 2005 |
| Hoang Anh Gia Lai FC           | Vietnam   | 2005 - 2006 |
| Tampines Rovers FC             | Singapur  | 2006 - 2007 |
| Johor FC                       | Malasia   | 2007 - 2008 |
| Buriram United Football Club   | Tailandia | 2008 - 2009 |
| Samut Prakan Customs United FC | Tailandia | 2009        |
| Nonthaburi FC                  | Tailandia | 2009 - 2010 |

### Como entrenador
| Club                                         | País      | Año       |
| -------------------------------------------- | --------- | --------- |
| BEC Tero Sasana FC                           | Tailandia | 2013      |
| Selección sub-23 de Tailandia (asistente)    | Tailandia | 2014      |
| Selección de fútbol de Tailandia (asistente) | Tailandia | 2014-2015 |
| Selección sub-23 de Tailandia                | Tailandia | 2015      |
| Udon Thani FC                                | Tailandia | 2016      |
| Dome FC                                      | Tailandia | 2017      |
| Chiangmai FC                                 | Tailandia | 2017      |
| Selección de fútbol de Tailandia (asistente) | Tailandia | 2018-2019 |
| Port FC                                      | Tailandia | 2019-     |

## Palmarés
- Liga Premier de Tailandia (1): 2008